# 2179 Platzeck
2179 Platzeck este un asteroid din centura principală, descoperit pe 28 iunie 1965 de Arnold Klemola.